# Hairspray (álbum de 2002)
Hairspray é um musical da Broadway, baseado no filme de mesmo nome, o álbum contém dezessete canções do musical, com música de Marc Shaiman e letras de Scott Wittman. A música de Hairspray é escrito e realizado em conformidade o ano em que se passa a hisatória, 1962, com influências abrangendo os gêneros doo-wop, rock and roll, soul e pop.

## Faixas
1. "Good Morning Baltimore" - Tracy (3:40)
2. "The Nicest Kids in Town" - Corny and Council Members (2:36)
3. "Mama, I'm a Big Girl Now" - Tracy, Penny, Amber, Edna, Prudy, and Velma (3:18)
4. "I Can Hear the Bells" - Tracy (4:04)
5. "(The Legend of) Miss Baltimore Crabs" - Velma and Council Members (2:53)
6. "It Takes Two" - Link and Tracy (3:06)
7. "Welcome to the '60s" - Tracy and Edna (3:57)
8. "Run and Tell That!" - Seaweed (3:49)
9. "Big, Blonde and Beautiful" - Motormouth, Tracy, Edna, Wilbur, and Company (4:36)
10. "The Big Dollhouse" - Female Company (3:15)
11. "Good Morning Baltimore (Reprise)" - Tracy (1:34)
12. "(You're) Timeless to Me" - Wilbur and Edna (4:09)
13. "Without Love" - Link, Tracy, Seaweed, and Penny (4:26)
14. "I Know Where I've Been" - Motormouth (4:01)
15. "(It's) Hairspray" - Corny and Council Members (2:11)
16. "Cooties" - Amber and Council Members (1:31)
17. "You Can't Stop the Beat" - Tracy, Link, Penny, Seaweed, Edna, Wilbur, Motormouth, Amber, Velma, and Company (5:09)
18. "Blood on the Pavement" (junto com "You Can't Stop the Beat") - Link, Amber, Velma, and Council Members (0:40)